# 阿默塔尔
阿默塔尔是德国巴伐利亚州的一个市镇。总面积8.14平方公里，总人口2093人，其中男性1097人，女性996人（2011年12月31日），人口密度257人/平方公里。